# Cutigliano
Cutigliano ist ein Ort und eine ehemalige Gemeinde in der italienischen Provinz Pistoia, in der Region Toskana. Cutigliano gehört als Ortsteil (Fraktion, italienisch frazione) zur Gemeinde Abetone Cutigliano.

## Geografie

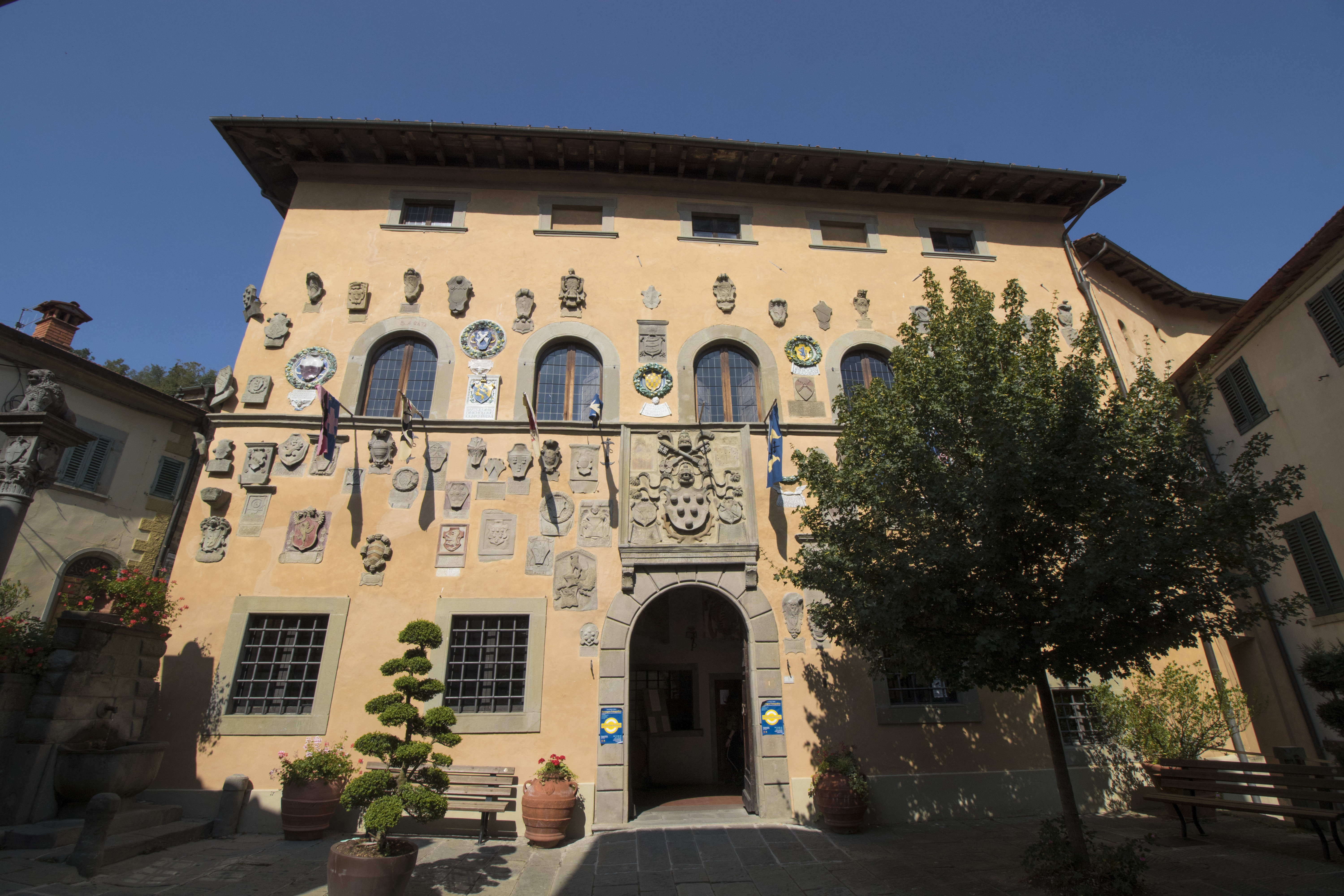
Palazzo Pretorio in Cutigliano

Lage der ehemaligen Gemeinde Cutigliano in der Provinz Pistoia

Cutigliano liegt bei 678 m s.l.m. ca. 23 km nordwestlich der Provinzhauptstadt Pistoia und ca. 55 km nordwestlich der Regionalhauptstadt Florenz in der klimatischen Einordnung italienischer Gemeinden in der Zone E, 2 901 GG.
Der Ort liegt in der Gebirgskette des Appennino tosco-emiliano an der Südseite des Berges Libro Aperto (1937 m) und grenzt hier an die Region Emilia-Romagna (Provinz Modena). Weitere Berge in der Grenzregion sind der Monte Cervinara (1776 m), der Monte Lancino (1702 m) und der Monte Lancio (1549 m), die jeweils die nördliche Gemeindegrenze zur Provinz Modena darstellen.
Die wichtigsten Gewässer im ehemaligen Gemeindegebiet sind die Torrenti Lima (7 von 42 km im Gemeindegebiet) und Sestaione (5 von 11 km im Gemeindegebiet). Der Sestaione fließt dem Lima rechtsseitig im Gemeindegebiet nach dem Ortsteil Ponte Sestaione zu, der Lima selbst ist der Hauptzufluss des Serchio, auf den er bei Bagni di Lucca trifft. Cutigliano befindet sich dadurch im Tal des Sestaione (Valle del Sestaione) und im oberen Teil des Val di Lima (auch Valle di Lima)
Zu den Fraktionen der ehemaligen Gemeinde Cutigliano gehörten Melo (1007 m, ca. 55 Einwohner), Pian degli Ontani (856 m, ca. 300 Einwohner), Pian dei Sisi (877 m, ca. 35 Einwohner), Pian di Novello (1134 m, ca. 155 Einwohner), Pianosinatico (948 m, ca. 75 Einwohner), Ponte Sestaione (637 m, ca. 135 Einwohner) und Rivoreta (900 m, ca. 35 Einwohner).
Die Nachbargemeinden waren Abetone, Bagni di Lucca (LU), Fanano (MO), Fiumalbo (MO), Piteglio und San Marcello Pistoiese.

## Geschichte
Im Jahr 997 war Cutigliano ein kleines Dorf und gehörte zur Gemeinde Lizzano.
Die Gemeinden Cutigliano und Abetone wurden am 1. Januar 2017 zur neuen Gemeinde Abetone Cutigliano zusammengeschlossen.

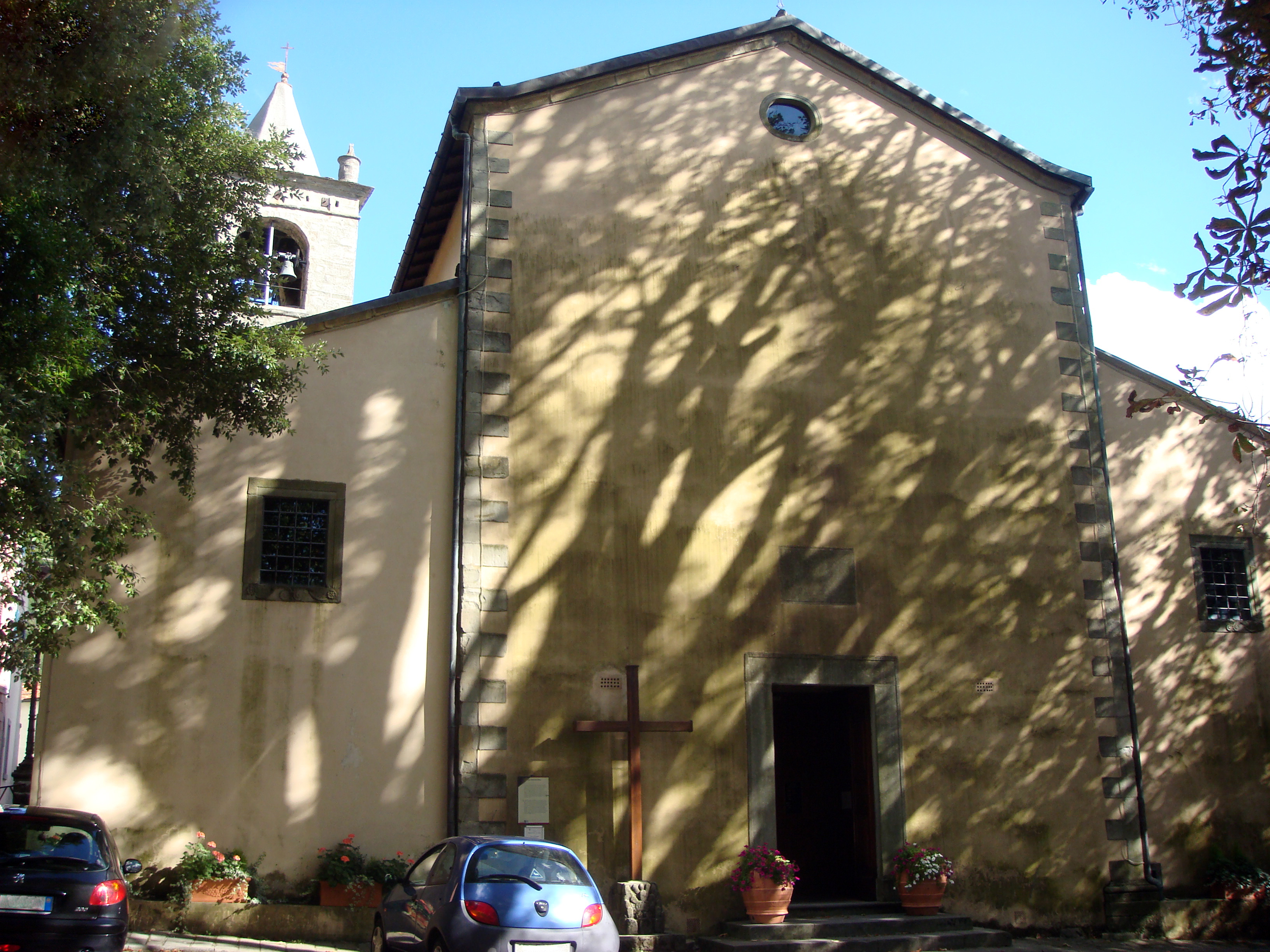
Chiesa di San Bartolomeo

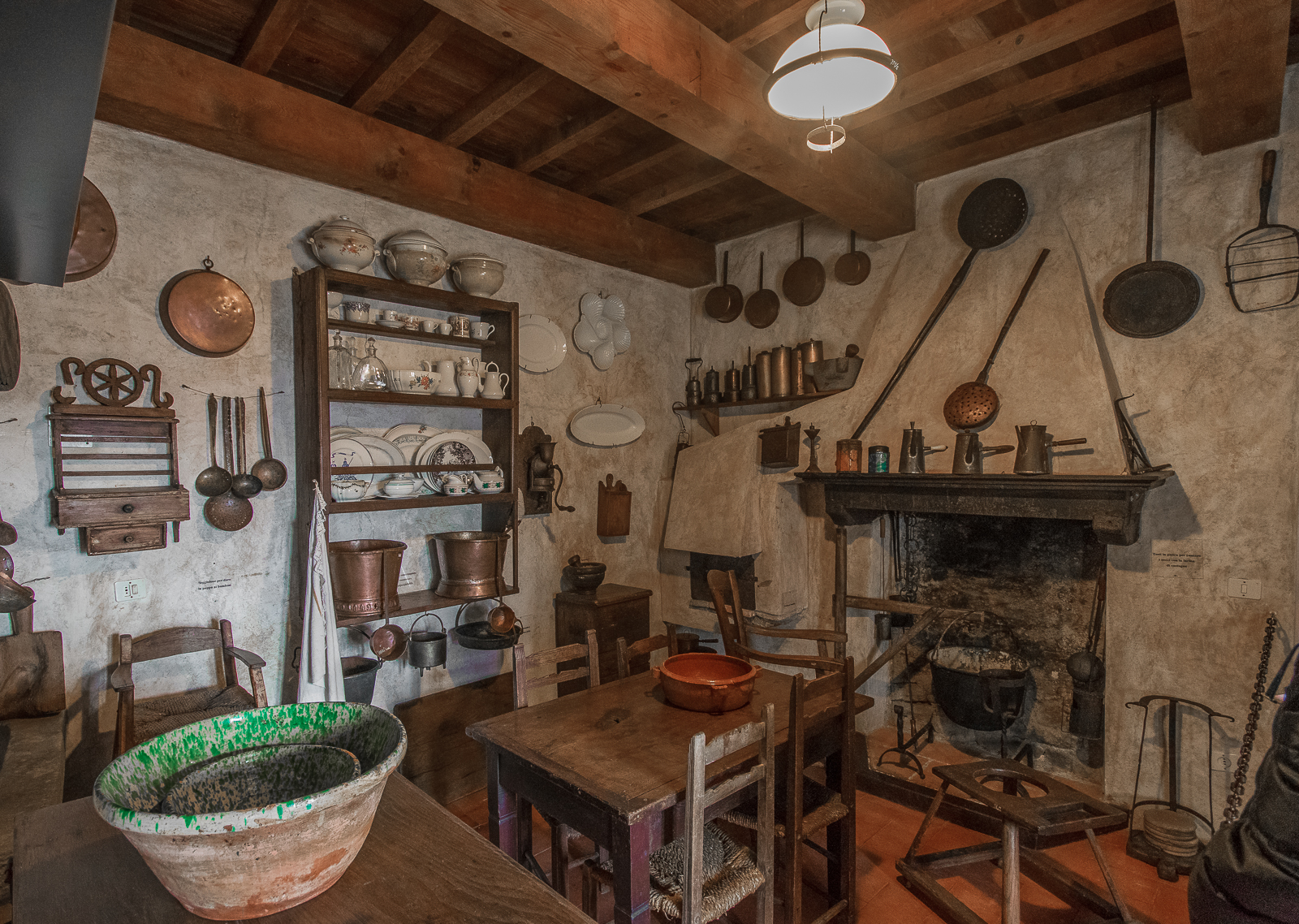
Museo della Gente dell’Appennino Pistoiese

## Sehenswürdigkeiten
- Chiesa di San Bartolomeo, Hauptkirche (Parrocchiale[3]) im Ortskern. Enthält von Matteo Rosselli das Werk Madonna del Rosario, von Giovanni da San Giovanni das Werk Circoncisione (1620) und von Nicodemo Ferrucci das Werk Nascita della Vergine. Weitere Kunstwerke sind die Madonna del Carmine von Onorio Mariani, San Michele von Alessio Gemignani, Madonna col Bambino, San Giovannino e quattro santi von Giovan Battista Volponi und ein Miracolo di San Bartolomeo des Sebastiano Vini aus dem Jahr 1570.[8]
- Palazzo Pretorio (Palazzo dei Capitani di Montagna), Palast aus dem 14. Jahrhundert mit 95 Wappen. Wurde im 16. Jahrhundert erneuert und mit Werken aus der Werkstatt der Della Robbia ausgestattet.[3]
- Kirche der Madonna di Piazza (Chiesa della Madonna di Piazza), entstand im 15. Jahrhundert und enthält ein Werk von Benedetto Buglioni aus dem Jahr 1510[3] (Madonna col Bambino e i Santi Antonio Abate e Bernardino da Siena[8])
- Museo della Gente dell’Appennino Pistoiese, volkskundliches Museum im Ortsteil Rivoreta.[9]

## Verkehr
Der Ort liegt an der Strada Statale 12 dell’Abetone e del Brennero.

## Demografie

Das ehemalige Gemeindewappen

Die ehemalige Gemeinde Cutigliano hatte 1488 Einwohner (Stand 31. Dezember 2015) auf einer Fläche von 44 km².

## Gemeindepartnerschaften
Der Ort unterhält seit 1990 eine Gemeindepartnerschaft mit Asnières-sur-Oise (Département Val-d’Oise, Frankreich).

## Auszeichnungen
Cutigliano ist Träger der Bandiera Arancione.